# Овчица Шоне (филм)
Овчица Шоне (енгл. Shaun the Sheep Movie) је анимирана авантуристичка комедија из 2015. године базирана на истоименој телевизијској серији креираној од стране Ника Парка. Филм прати Шонета и његово стадо у великом граду, где покушавају да спасе њиховог фармера, који се нашао тамо након што је добио амнезију због њиховог несташлука.
Филм је продуцирала кућа Aardman Animations and HiT Entertainment, а финансирао StudioCanal у сарадњи са Anton Capital Entertainment. Ричард Старцак и Марк Бартон урадили су сценарио и режију, док је Илан Ешкери компоновао музику. Филм је премијерно приказан на Санденс филмском фестивалу 24. јануара 2015. године, а у биоскопима први пут 6. фебруара исте године у Великој Британији.
Овчица Шоне био је номинован на 88. додели Оскара за најбољи анимирани филм, као и на 73. Награди Златни глобус, БАФТА награди и освојио награду Торонто филмске критике за најбољи анимирани филм. Такође је пет пута номинован на награди Ани, између осталог и за најбољи анимирани филм.

## Синопсис
Шоне, враголаста овца, живи са својим стадом на фарми Моси Ботом и води монотон живот на фарми. Једног дана он смишља план како да преваре фармера и имају слободан дан, па долазе на идеју да преваре фармера тако што ће га вратити на спавање и натерати га да броји овце изнова и изнова. Међутим, приколица у коју су сместили фармера случајно се откотрљала и одвела га у град. Бицер, фармеров пас, кренуо је за њим и наредио овцама да остану на фарми док се он не врати.